# (234) Barbara
Pour les articles homonymes, voir Barbara (homonymie).
(234) Barbara est un astéroïde de la ceinture principale découvert par C. H. F. Peters le 12 août 1883.

## Astéroïde binaire
Une équipe d'astronomes français et italiens, en utilisant la technique du VLTI pour mesurer les dimensions des astéroïdes de la ceinture principale, montre que (234) Barbara serait un système astéroïdal binaire composé de deux corps de diamètre 37 et 21 kilomètres séparés d'au moins 24 kilomètres,.